# Паєніер (Каліфорнія)
Паєніер (англ. Pioneer) — переписна місцевість (CDP) в США, в окрузі Амадор штату Каліфорнія. Населення — 1066 осіб (2020).

## Географія
Паєніер розташований за координатами 38°26′8″ пн. ш. 120°35′5″ зх. д. / 38.43556° пн. ш. 120.58472° зх. д. (38.435480, -120.584858).  За даними Бюро перепису населення США в 2010 році переписна місцевість мала площу 11,19 км², уся площа — суходіл.

### Клімат
| Клімат : Паєніер      | Клімат : Паєніер | Клімат : Паєніер | Клімат : Паєніер | Клімат : Паєніер | Клімат : Паєніер | Клімат : Паєніер | Клімат : Паєніер | Клімат : Паєніер | Клімат : Паєніер | Клімат : Паєніер | Клімат : Паєніер | Клімат : Паєніер | Клімат : Паєніер |
| Показник              | Січ.             | Лют.             | Бер.             | Квіт.            | Трав.            | Черв.            | Лип.             | Серп.            | Вер.             | Жовт.            | Лист.            | Груд.            | Рік              |
| Середній максимум, °C | 11,1             | 13,3             | 14,4             | 17,8             | 21,7             | 26,1             | 30,6             | 30,6             | 27,8             | 22,8             | 16,1             | 11,7             | 20,6             |
| Середній мінімум, °C  | 1,1              | 1,7              | 2,2              | 4,4              | 7,8              | 11,7             | 15,6             | 15,0             | 12,8             | 8,9              | 4,4              | 1,7              | 7,2              |
| Норма опадів, мм      | 211              | 170              | 178              | 99               | 51               | 20               | 5                | 8                | 25               | 64               | 152              | 173              | 1151             |
| --------------------- | ---------------- | ---------------- | ---------------- | ---------------- | ---------------- | ---------------- | ---------------- | ---------------- | ---------------- | ---------------- | ---------------- | ---------------- | ---------------- |
| Джерело: Weatherbase  |                  |                  |                  |                  |                  |                  |                  |                  |                  |                  |                  |                  |                  |

## Демографія
Згідно з переписом 2010 року, у переписній місцевості мешкали 1094 особи в 475 домогосподарствах у складі 319 родин. Густота населення становила 98 осіб/км².  Було 600 помешкань (54/км²).
Расовий склад населення:
| - 93,0 % — білих - 3,1 % — корінних американців - 0,2 % — вихідців з тихоокеанських островів - 0,1 % — азіатів - 1,1 % — осіб інших рас |

До двох чи більше рас належало 2,6 %. Частка іспаномовних становила 4,8 % від усіх жителів.
За віковим діапазоном населення розподілялося таким чином: 18,0 % — особи молодші 18 років, 58,1 % — особи у віці 18—64 років, 23,9 % — особи у віці 65 років та старші. Медіана віку мешканця становила 51,3 року. На 100 осіб жіночої статі у переписній місцевості припадало 97,5 чоловіків;  на 100 жінок у віці від 18 років та старших — 98,5 чоловіків також старших 18 років.
Середній дохід на одне домашнє господарство  становив 69 553 долари США (медіана — 46 429), а середній дохід на одну сім'ю — 90 336 доларів (медіана — 66 458). За межею бідності перебувало 7,7 % осіб, у тому числі 0,0 % дітей у віці до 18 років та 12,3 % осіб у віці 65 років та старших.
Цивільне працевлаштоване населення становило 470 осіб. Основні галузі зайнятості: роздрібна торгівля — 20,0 %, публічна адміністрація — 17,4 %, транспорт — 12,1 %, фінанси, страхування та нерухомість — 11,5 %.